# أ. كليفورد جونز
أ. كليفورد جونز هو سياسي أمريكي، ولد في 13 فبراير 1921 في سانت لويس في الولايات المتحدة، وتوفي في 9 أكتوبر 1996. نشط حزبياً في الحزب الجمهوري. وقد انتخب عضو مجلس ولاية ميزوري ‏.